# The Hostage
«The Hostage» — пісня американської співачки Донни Саммер 1974 року. Вона стала першим синглом з її дебютного альбому Lady of the Night. Пісня була випущена синглом в Європі і стала першим хітом співачки, досягнувши третього місця в Бельгії і другого в Нідерландах. 1975 року була видана в США.

## Чарти
| Чарт (1974)                      | Позиція |
| -------------------------------- | ------- |
| Бельгія (Ultratop Wallonia)      | 8       |
| Бельгія (Ultratop Flanders)      | 3       |
| Нідерланди (Mega Single Top 100) | 2       |
| Нідерланди (Dutch Top 40)        | 2       |